# Религия в Буркина-Фасо

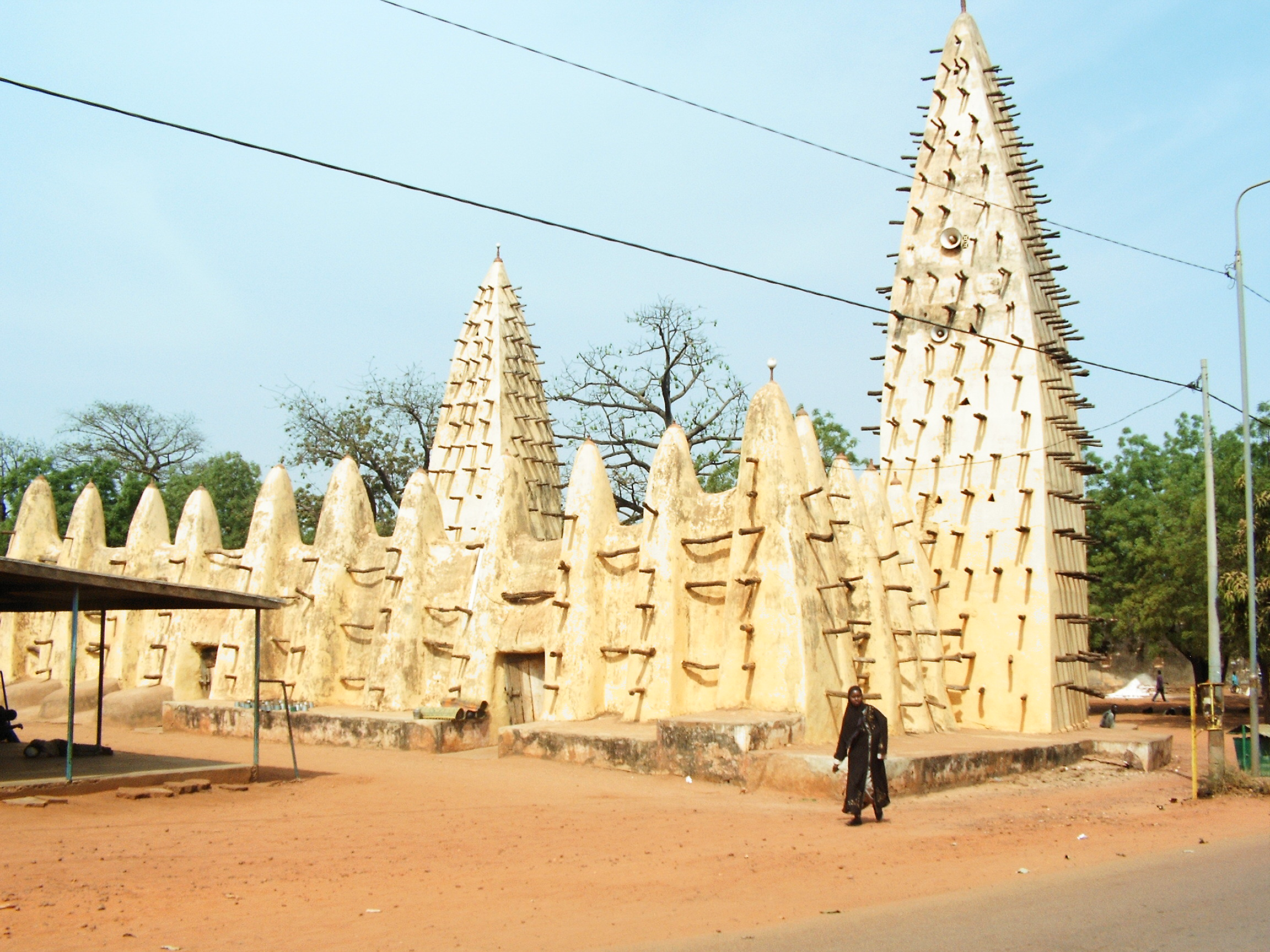
Мечеть в Бобо-Диуласо, Буркина Фасо

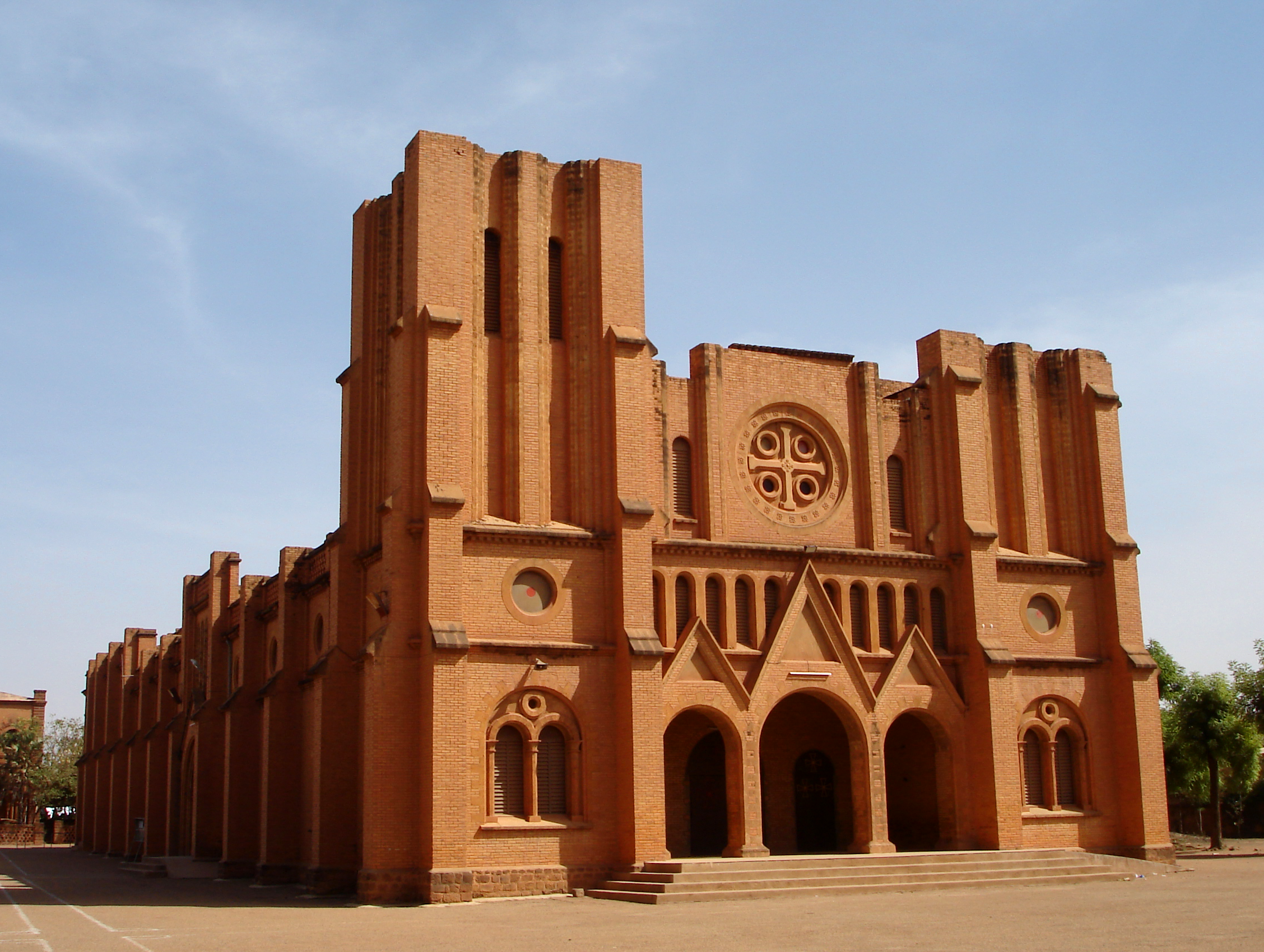
Кафедральный собор в Уагадугу

Данные о конфессиональной принадлежности населения Буркина-Фасо не публикуются ежегодно, а оценки экспертов сильно разнятся; правительство страны исходит из данных последней переписи (2006 года)

## Статистические данные
В соответствии с данными переписи 2006 года конфессиональный состав населения таков:
- 61 % мусульмане (большинство — сунниты[1], меньшинство — шииты, также есть суфии (орден Тиджанийа) и салафиты[2]);
- 23 % христиане;
  - 19 % католики;
  - 4 % протестанты;
- 15 % последователи традиционных верований[1].

## Статистика
Данные конфессиональной статистики приблизительны, так как различные синкретические обряды и верования распространены как среди мусульман, так и среди христиан. Также, большая часть население регулярно совершает традиционные языческие обряды, поэтому принадлежность к той или иной монотеистической религии зачастую номинальна. Почти всё население страны является верующим, атеизм практически отсутствует.

## Географическое распределение
Мусульмане преимущественно расселены в северной, восточной и западной частях страны, в то время как христиане составляют большинство в центральных районах страны. Языческие верования имеют последователей по всей стране, особенно в сельской местности. Население Уагадугу, столицы и крупнейшего города страны, составляют примерно в равных пропорциях христиане и мусульмане, в то время как второй по численности жителей город Буркина Фасо Бобо-Диуласо практически полностью исламский. Небольшие общины сирийских и ливанских иммигрантов, проживающие в обоих крупнейших городах практически полностью (более 90 %) состоят из христиан.

## Этническое распределение
В Буркина Фасо более 60 различных этносов. Большая часть этнических группировок поликонфессинальна, в то время как, к примеру, народы фульбе и дьюла практически полностью мусульманские.
В стране активно действуют как христианские, так и исламские миссионеры. В 1987 году в Буркина-Фасо был основан Международный центр евангелизации — Внутренняя миссия Африки (фр. Centre international d’évangélisation - Mission intérieure africaine, CIE-MIA) — международная евангелическая харизматическая христианская ассоциация.